# Parathalestris hibernica
Parathalestris hibernica är en kräftdjursart som först beskrevs av Brady och Robertson 1873.  Parathalestris hibernica ingår i släktet Parathalestris och familjen Thalestridae. Inga underarter finns listade i Catalogue of Life.